# EN 60601-2-3
Die EN 60601-2-3 mit dem Titel „Medizinische elektrische Geräte – Teil 2-3: Besondere Festlegungen für die Sicherheit einschließlich der wesentlichen Leistungsmerkmale von Kurzwellen-Therapiegeräten“ ist Teil der Normenreihe EN 60601.
Herausgeber der DIN-Norm DIN EN 60601-2-3 ist das Deutsche Institut für Normung.
Die Norm basiert auf der internationalen Fassung IEC 60601-2-3. Im Rahmen des VDE-Normenwerks ist die Norm als VDE 0750-2-3 klassifiziert, siehe DIN-VDE-Normen Teil 7.
Diese Ergänzungsnorm regelt allgemeine Festlegungen für die Sicherheit, Prüfungen und Richtlinien für Kurzwellen-Therapiegeräte.

## Gültigkeit
Die deutsche Ausgabe 10.1999 ist ab 7.2001 als Deutsche Norm angenommen.
- Die aktuelle Fassung (10.1999) ist korrespondierend mit der 2. Ausgabe der DIN EN 60601-1 anzuwenden.
- Im November 2009 wurde ein neuer Entwurf veröffentlicht. Dieser ist zur Anwendung mit der 3. Ausgabe der DIN EN 60601-1 bestimmt.

## Anwendungsbereich
Die besonderen Festlegungen spezifizieren Anforderungen für die Sicherheit von Kurzwellen-Therapiegeräten für die medizinische Anwendung mit einer Bemessungs-Ausgangsleistung nicht über 500 W.

## Zusatzinformation
Folgende geänderte Anforderungen sind in der EN 60601-2-3 enthalten (Auszug):
- Genauigkeit der Betriebsdaten